# 너희들은 포위됐다
《너희들은 포위됐다》는 2014년 5월 7일부터 2014년 7월 17일까지 방영한 SBS 드라마 스페셜이다.

## 줄거리
은대구(본명 김지용)의 어린시절
모친이 서판석의 증인요청으로 인해서 보복살해당한 사건이후 은대구는 대구의 한 고아원에서 현 강남경찰서장(강석순)의 지원으로 형사가 된후 다시 서판석과 재회한다. 그리고 그후 여러 사건을 겪으면서 성장하는 긴급 서비스를 모티브로 한 범죄 수사 드라마이다.

## 등장 인물

### 주요 인물
- 이승기 : 은대구(김지용) 역 (아역 안도규) - 강력3팀 신입형사
- 차승원 : 서판석 역 - 강력3팀 팀장

### 강력 3팀
- 고아라 : 어수선 역 (아역 지우) - 강력 3팀 신입 형사
- 안재현 : 박태일 역 - 강력 3팀 신입 형사
- 성지루 : 이응도 역 - 3팀 반장
- 박정민 : 지국 역 - 강력 3팀 신입 형사

### 강남경찰서 관련 인물
- 오윤아 : 김사경 역 - 실종팀장
- 임원희 : 차태호 역 - 형사과장
- 서이숙 : 강석순 역 - 강남경찰서장
- 전진기 : 강력1팀장 역

### 그 외 인물
- 정동환 : 유문배 역 - 경찰청장 출신 2선 국회의원
- 문희경 : 유애연 역 - 유문배 딸
- 이기영 : 신지일 역 - 유애연 남편
- 송영규 : 조형철 역 - 일명 '구둣발', 서판석의 전 파트너형사
- 오영실 : 장향숙 역 - 어수선의 어머니
- 이이경 : 신기재 역 - 유애연의 아들
- 김정팔 : 강남경찰서 형사 역
- 정세형 : 김재민 역 - 강남경찰서 형사
- 전헌태 : 강남경찰서 형사 역
- 손종환 : 강남경찰서 형사 역
- 인성호 : 김중탁 역 - 어린시절 어수선이 진술하는걸 받아 적은 형사
- 성민수 : 형사반장 역 - 마산경찰서 형사반장

#### 1회 || 서울시 강남구 테헤란로 114길 11
- 장성범 : 어남선 역 - 어수선의 남동생
- 이한나 : 심혜지 역 - 김지용이 짝사랑한 여학생
- 김보람 : 심혜지파의 일원 역
- 이영은 : 심혜지파의 일원 역
- 박진수 : 심혜지파의 일원 역
- 김은해 : 어수선파의 일원 역
- 민해주 : 어수선파의 일원 역
- 강다정 : 어수선파의 일원 역
- 이숙진 : 어수선파의 일원 역
- 이두일 : 어수선의 아버지 역 - 유도 관장
- 양한열 : 박민수 역 - 김지용의 친구

- 최영 : 형사 역
- 손영순 : 가원이 할머니 역
- 맹봉학 : 부마여자고등학교 선생님 역
- 김난영 : 석이 어머니 역

#### 2회 || 우리가 형사가 아닌 이유
- 미상 : 강남대로 의자난동사건 용의자 역
- 김재흠 : 국과수 팀장 역
- 박휘순 : 소개팅남 역 - 꽃뱀녀를 신고한 남자
- 송민서 : 꽃뱀녀 1 역
- 이가령 : 꽃뱀녀 2 역
- 서유리 : 클럽난동녀 역
- 미상 : 클럽 웨이터 역
- 허성태 : 오 형사 역 - 클럽에 마약수사하러 위장잠입한 형사
- 박건락 : 김 형사 역 - 오 형사의 파트너형사, 클럽에 마약수사하러 위장잠입한 형사
- 미상 : 조사하는 형사 역

#### 3회 || 신입형사는 없다
- 민준현 : 꽃뱀녀들 교육하는 남자 역
- 미상 : 마약하는 여자 역
- 성인자 : 고시원 새 주인 역
- 김서정 : 고시원에 사는 고시생 역
- 최영신 : 신윤정 역 - 스토킹 피해자
- 이한위 : 성형외과 의사 역
- 정찬성 : 성형외과 의사 역 - 박태수의 애인

#### 4회 || 괜찮다... 안 괜찮다
- 최효은 : 정예린 역 - 분식집에 갖혀있던 학생 역
- 김민하 : 김혜진 역 - 분식집에 인질로 잡힌 학생 역
- 이나현 : 조슬기 역 - 분식집에 갖혀있던 학생 역
- 손희순 : 신윤정의 어머니 역
- 이세랑 : 분식집 주인 역
- 주동희 : 경찰 역
- 오정원 : 조슬기의 어머니 역
- 김주아 : 김혜진의 어머니 역
- 장준호 : 관계자 역

#### 5회 || 때로는 안고 사는 것!
- 이시환 : 김민준 역 - 뺑소니 당한 아이
- 유채목 : 김민준의 어머니 역
- 이영희 : 김민준의 할머니 역
- 미상 : 김민준의 아버지 역
- 최웅 : 김신명 역 - 뺑소니범
- 임승대 : 한명수 역 - 검사, 서판석의 학교후배
- 안세하 : 이현구 역 - 김신명의 운전기사
- 조휘준 : 서준우 역 - 서판석과 김사경의 아들
- 미상 : 뺑소니를 목격한 노인 역
- 이태현 : 뺑소니를 목격한 학생 역
- 김세준 : 뺑소니 사고 목격자인 노인에게 접근하는 남자 역
- 정명준 : 검사 역
- 유장영 : 김사경에게 사귀자는 남자 역

#### 6회 || 내 낡은 서랍 속의 바다
- 홍재성 : 의사 역
- 최철규
- 손선근 : 김지용이 첫번째로 찾아간 보육원 원장 역
- 김종호 : 김지용이 두번째로 찾아간 보육원 원장 역
- 이금주 : 보육원 원장 역
- 윤영목 : 보육원에서 은대구가 붙잡은 남자 역
- 유재현 : 보육원에서 은대구에게 자원봉사 하러 왔냐고 물어보는 남자 역
- 주부진 : 이현구에 대해 알려주는 할머니 역
- 김지영 : 이현미 역 - 이현구의 여동생
- 강인아 : 자동차 범칙금 내는 여자 역
- 강민주 : 정인 역 - 김신명의 여자친구
- 표은진 : 한명수의 부인 역

#### 7회 || 사람이 온다는 것은...
- 송경의 : 은대구에게 수면제 처방을 해준 의사 역
- 최민금 : 민박집 주인 역
- 지성환 : 노진석 역 - 포장마차 피습사건 용의자
- 류관형 : 포장마차 피습사건 용의자 역
- 이태영
- 권용현 : 심혜지에게 종이학을 선물하는 남학생 역

#### 8회 || 한 뼘의 성장
- 김대성 : 송기득 역
- 백승현 : 송기득의 큰 아들 역 - 보험설계사
- 양주호 : 송기득의 둘째 아들 역
- 장문석
- 김지은

#### 9회 || 특급 비밀
- 미상 : 박봉준 역 - 역삼동 빌라 절도사건 용의자
- 미상 : 이동길 역 - 용의자

#### 10회 || 그날 밤 생긴 일!
- 미상 : 오희민 역 - 실종 된 남자, 자동차 정비소속 직원
- 문지인 : 최수영 역 - 오희민의 약혼녀
- 남정희 : 오희민의 어머니 역
- 김연수 : 오희민의 누나 1 역
- 미상 : 오희민의 누나 2 역
- 원종례 : 박태일의 어머니 역
- 김선은 : 경찰 역
- 강철성 : 경찰 역

#### 11회 || 그 놈을 잡아라!
- 김익태 : 박수범 역 - 박태일의 아버지
- 김추월 : 오희민이 사는 동네 슈퍼 주인 역
- 미상 : 의사 역

#### 12회 || 끝 그리고 시작
- 김예준 : 예준 역 - 백화점에서 뛰어다니는 아이
- 서지연 : 예준의 엄마 역

#### 13회 || 네 편이 되어줄게
- 이유진 : 김진경 역 - 빽여사 사건 동영상 최초 유포자, 백화점 VIP룸 담당직원
- 권재환 : 김화신 역 - 유문배 측 변호사
- 김한준 : 유문배의 비서 역
- 미상 : 유애연의 비서 역

#### 14회 || 악어의 눈물
- 김신일
- 박성빈 : 마약 밀매 조직들이 있는 카페에 은대구와 어수선의 백일을 축하하는 종업원 역
- 이단비 : 마약 밀매 조직들이 있는 카페에 은대구와 어수선의 백일을 축하하는 종업원 역
- 신영진
- 김현준

#### 15회 || 우연이거나 운명이거나
- 권영경 : 이응도의 부인 역
- 이규섭 : 우준수 역 - 협박범 2, 현재 족발집 운영
- 김명중 : 보석디자인학과 교수 역
- 김해곤 : 보석세공사 역

#### 16회 || 감출 수 없는 것들
- 한유이 : 젊은 강석순 역 - 27년 전 울산경찰서 순경
- 서윤아 : 서경은 역 - 27년 전 울산경찰서 순경
- 정동규 : 권혁주 역 - 27년 전 경찰청장
- 김윤태 : 27년 전 울산지방검찰청 검사 역
- 김미경 : 경식이 할머니 역 - 슈퍼주인
- 윤미향 : 강석순이 순경시절 맡았던 성폭행사건 피해자의 어머니 역
- 박설영
- 정나림
- 이성재 : 보석세공사 역
- 이미경

#### 17화 || 불편한 진실
- 신영진 : 오혜선 역 - 김화영의 친한 지인, 큰나무병원 원무과장
- 김현 : 박태수 역 - 박태일의 형
- 미상 : 교도소에 수감된 재소자 역

#### 18회 || 피도 눈물도 없이
- 미상 : 교도관 역
- 라재웅 : 심부름센터 사장 역
- 진현광 : 정신병원 관계자 역

#### 19회 || 나는 놈 위에 간절한 놈
- 정현석 : 강석순을 수술한 의사 역
- 조수혁 : 트럭운전기사 역
- 반혜라 : 유애연이 구급차에 실려가는걸 본 슈퍼 주인 역
- 김화영 : 기자 역
- 설창희 : 기자 역

#### 20회 || 꼼짝마라! 너희들은 포위됐다!
- 고원석
- 김상일 : 감사과 직원 역
- 김민채 : 김화신의 누나 역
- 이석원
- 정행심 : 닭을 도둑맞았다는 할머니 역
- 정종욱
- 김재철 : 경찰서에서 조사받는 남자 역
- 김신영
- 오상화
- 지소연 : 지국을 좋아하는 순경 역
- 신범식 : 조폭 역 - 유문배의 수하
- 최성환 : 조폭 역 - 유문배의 수하
- 김광태
- 박천국

### 특별 출연
- 김희정 : 김화영 역 - 김지용(은대구)의 어머니, 양호선생님 (1회, 4회, 12회, 16~17회)
- 최진호 : 박승오 역 - 협박범 (1회)
- 김강현 : 독고수 역 - 스토커 (3~4회)
- 최우식 : 최우식 역 - 분식집 인질범, 크리화장품 전 계약직 직원 (4회)
- 이용이 : 포장마차 주인 역 (7회)
- 양형욱 : 앙리 정 역 - 프랑스 보석디자이너 (15회)

## 시청률
아래의 파란색 숫자는 '최저 시청률'이고, 빨간색 숫자는 '최고 시청률'입니다. 시청률조사회사와 지역별로 시청률에 차이가 있을 수 있습니다.
평균 시청률은 1회부터 20회까지 정규 편성된 회차를 의미합니다. (스페셜은 제외)
| 2014년      | 2014년      | 2014년         | 2014년       | 2014년         | 2014년       |
| 회차        | 방송일      | TNmS 시청률    | TNmS 시청률  | AGB 시청률     | AGB 시청률   |
| 회차        | 방송일      | 대한민국(전국) | 서울(수도권) | 대한민국(전국) | 서울(수도권) |
| ----------- | ----------- | -------------- | ------------ | -------------- | ------------ |
| 제1회       | 5월 7일     | 11.0%          | 14.1%        | 12.3%          | 13.9%        |
| 제2회       | 5월 8일     | 13.2%          | 16.2%        | 14.2%          | 15.8%        |
| 제3회       | 5월 14일    | 11.5%          | 14.3%        | 12.1%          | 13.5%        |
| 제4회       | 5월 15일    | 14.0%          | 17.3%        | 12.8%          | 14.0%        |
| 제5회       | 5월 21일    | 12.0%          | 15.0%        | 12.4%          | 13.5%        |
| 제6회       | 5월 22일    | 12.3%          | 14.9%        | 13.2%          | 14.0%        |
| 제7회       | 5월 28일    | 12.4%          | 15.6%        | 13.6%          | 15.1%        |
| 제8회       | 5월 29일    | 12.5%          | 14.8%        | 12.8%          | 13.4%        |
| 제9회       | 6월 5일     | 12.4%          | 15.4%        | 10.7%          | 11.7%        |
| 스페셜1     | 6월 11일    | 6.2%           | 6.9%         | 6.5%           | 7.2%         |
| 제10회      | 6월 12일    | 10.3%          | 11.8%        | 9.6%           | 9.9%         |
| 제11회      | 6월 18일    | 10.5%          | 12.4%        | 10.2%          | 11.0%        |
| 제12회      | 6월 19일    | 11.6%          | 13.6%        | 11.0%          | 12.1%        |
| 제13회      | 6월 25일    | 12.2%          | 15.4%        | 11.1%          | 11.6%        |
| 제14회      | 6월 26일    | 13.1%          | 15.3%        | 11.9%          | 12.7%        |
| 제15회      | 7월 2일     | 11.2%          | 13.4%        | 10.7%          | 11.5%        |
| 제16회      | 7월 3일     | 12.0%          | 14.4%        | 11.8%          | 13.2%        |
| 제17회      | 7월 9일     | 10.8%          | 13.7%        | 12.0%          | 13.6%        |
| 제18회      | 7월 10일    | 11.5%          | 13.9%        | 12.9%          | 14.2%        |
| 제19회      | 7월 16일    | 11.2%          | 13.4%        | 11.2%          | 11.9%        |
| 제20회      | 7월 17일    | 14.2%          | 17.0%        | 13.4%          | 14.0%        |
| 평균 시청률 | 평균 시청률 | 12.0%          | 14.6%        | 12.0%          | 13.0%        |

## 결방 사유
- 2014년 6월 4일 제6회 전국동시지방선거 개표방송으로 인해 결방.
- 2014년 6월 11일 촬영 도중 이승기 눈 부상 (6월 9일 촬영)과 방송 분량 부족으로 인하여 스페셜(기존 방영분 편집본) 방송으로 대체 방송.[3]

## 동시간대 드라마
KBS 수목드라마
- 《골든크로스》
- 《조선 총잡이》

MBC 수목드라마
- 《개과천선》
- 《운명처럼 널 사랑해》